# Davie (Florida)
Davie es un ciudad ubicada en el condado de Broward en el estado estadounidense de Florida. En el Censo de 2010 tenía una población de 91.992 habitantes y una densidad poblacional de 994,41 personas por km².

## Geografía
Davie se encuentra ubicado en las coordenadas 26°4′45″N 80°17′6″O / 26.07917, -80.28500. Según la Oficina del Censo de los Estados Unidos, Davie tiene una superficie total de 92.51 km², de la cual 90.36 km² corresponden a tierra firme y (2.32%) 2.15 km² es agua.

## Demografía
Según el censo de 2010, había 91992 personas residiendo en Davie. La densidad de población era de 994,41 hab./km². De los 91992 habitantes, Davie estaba compuesto por el 80.09% blancos, el 8.05% eran afroamericanos, el 0.35% eran amerindios, el 4.57% eran asiáticos, el 0.06% eran isleños del Pacífico, el 3.79% eran de otras razas y el 3.1% pertenecían a dos o más razas. Del total de la población el 29.14% eran hispanos o latinos de cualquier raza.